# Argu Tagh
Argu Tagh (turco Argu Tag e Kumysh Tag, che significa "Montagne d'argento", cinese Qinling che significa "Montagne cipolla") è una catena montuosa che divide il bassopiano turanico (Turkestan occidentale) dal Turkestan orientale. L'Argu Tagh è un'estensione settentrionale dei monti Kunlun, e prosegue a nord-est fino al bacino del fiume Ili, a nord-ovest del Lago Balqaš, ad ovest e a nord-est da Kashgar, costeggiando il lato meridionale dei bacino del Tarim e formando il lato meridionale del deserto di Taklamakan. Come "Montagna cipolla" l'Argu Tagh viene citata spesso negli annali cinesi a partire dal II secolo a.C., dove si dice giocasse un ruolo principale sulle tratte della vecchia via della seta, e di come in seguito divenne teatro di numerosi eventi storici, militari e politici.